# Unfaithful
Unfaithful je balada napsaná Ne-Yo, Tor Erik Hermansen a Mikkel S. Eriksen pro druhé album A Girl like Me zpěvačky Rihanny. Album produkoval tým Stargate a vydal jako druhý singl abla v roce 2006.

## Pozadí
Rihanna společně s Seanem Paulem, spolupracovala na písni s Def Jam a zpěvákem a skladatelem Ne-Yo
 Ne-Yo společně s norským týmem Stargate napsal text jako část druhého alba A Girl Like Me, které Rihanna označila jak osobní album o co znamená být dívkou jako je ona a o její zkušenosti. Během interview Rihana řekla „Je to balada, takže je to nové pro mě ale jsem nadšená.